# Mount Bowlin
Der Mount Bowlin ist in 2230 m hoher Berg im Königin-Maud-Gebirge, der zwischen den Mündungen des Van-Reeth-Gletschers und des Robison-Gletschers in den Scott-Gletscher aufragt.
Entdeckt wurde er im Dezember 1934 von der geologischen Mannschaft um Quin Blackburn (1900–1981) bei der zweiten Antarktisexpedition (1933–1935) des US-amerikanischen Polarforschers Richard Evelyn Byrd. Byrd benannte den Berg nach William Milton Bowlin (1899–1973), einem Piloten bei dieser Expedition.